# Pfarrkirche Traun-St. Martin

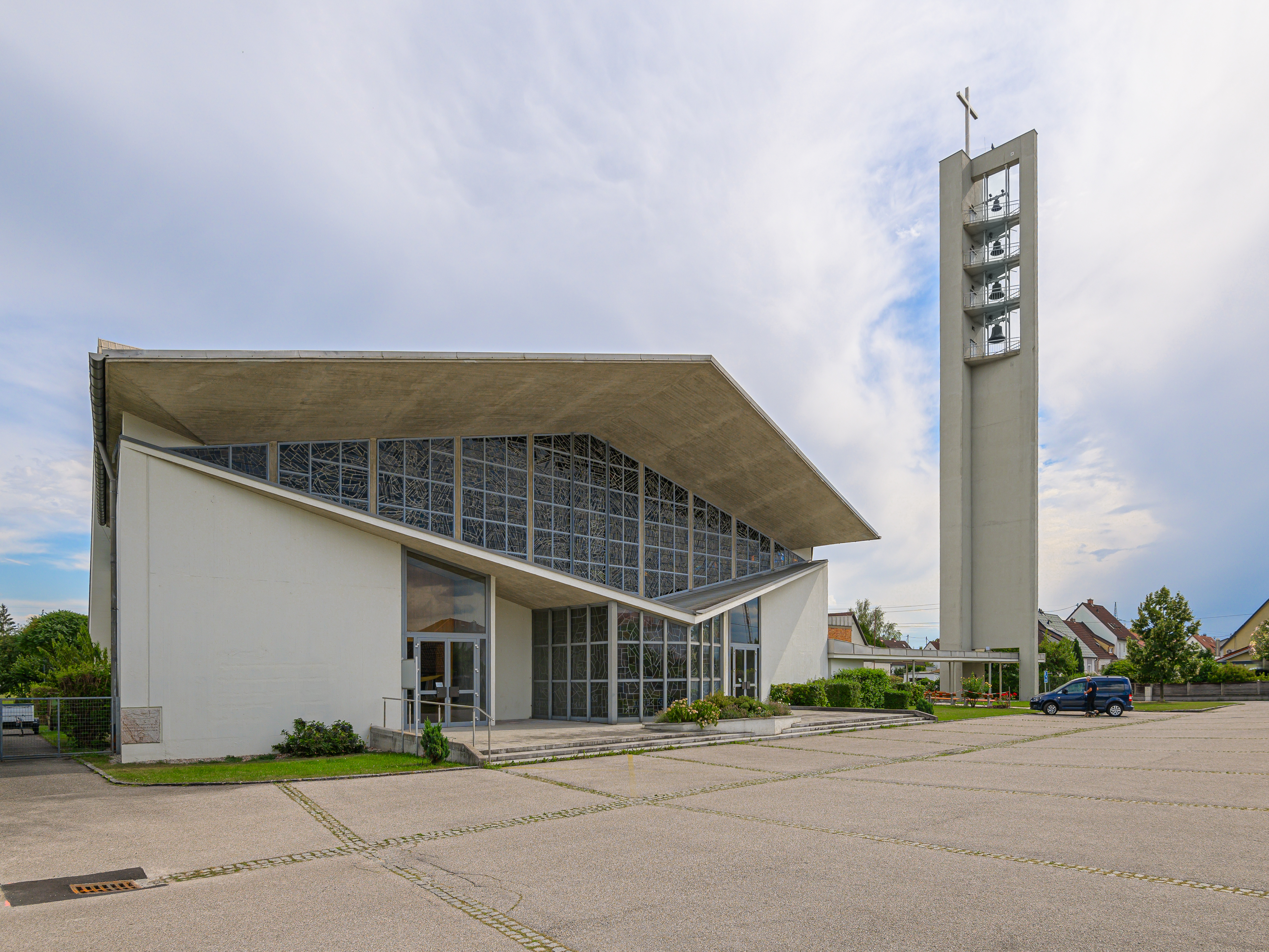
Pfarrkirche hl. Martin in der Stadt Traun

Die Pfarrkirche Traun-St. Martin steht im Stadtteil St. Martin in der Stadtgemeinde Traun in Oberösterreich. Die römisch-katholische Pfarrkirche hl. Martin gehört zum Dekanat Traun in der Diözese Linz. Die Kirche steht unter Denkmalschutz.

## Geschichte
Am 8. Juni 1958 erfolgte der Spatenstich und am 17. August 1958 die Grundsteinlegung für den Kirchenneubau mit dem Bischof Franz Zauner. Am 21. Dezember 1958 wurden der Turm und die Glocken geweiht und zu Weihnachten 1958 erstmals geläutet. Die Kirche selbst wurde am 20. November 1960 vom Bischof Franz Zauner geweiht. Der Pfarrer Ignatius Koller weihte 1970 die Orgel und 1978 die neu gestaltete Marienkapelle.

## Architektur
Der Saalraum wird kreuzförmig mit einem Langhaus und einem Querhaus unter innen offenen Dächern gebildet. Der Kirchturm zeigt die Glocken.

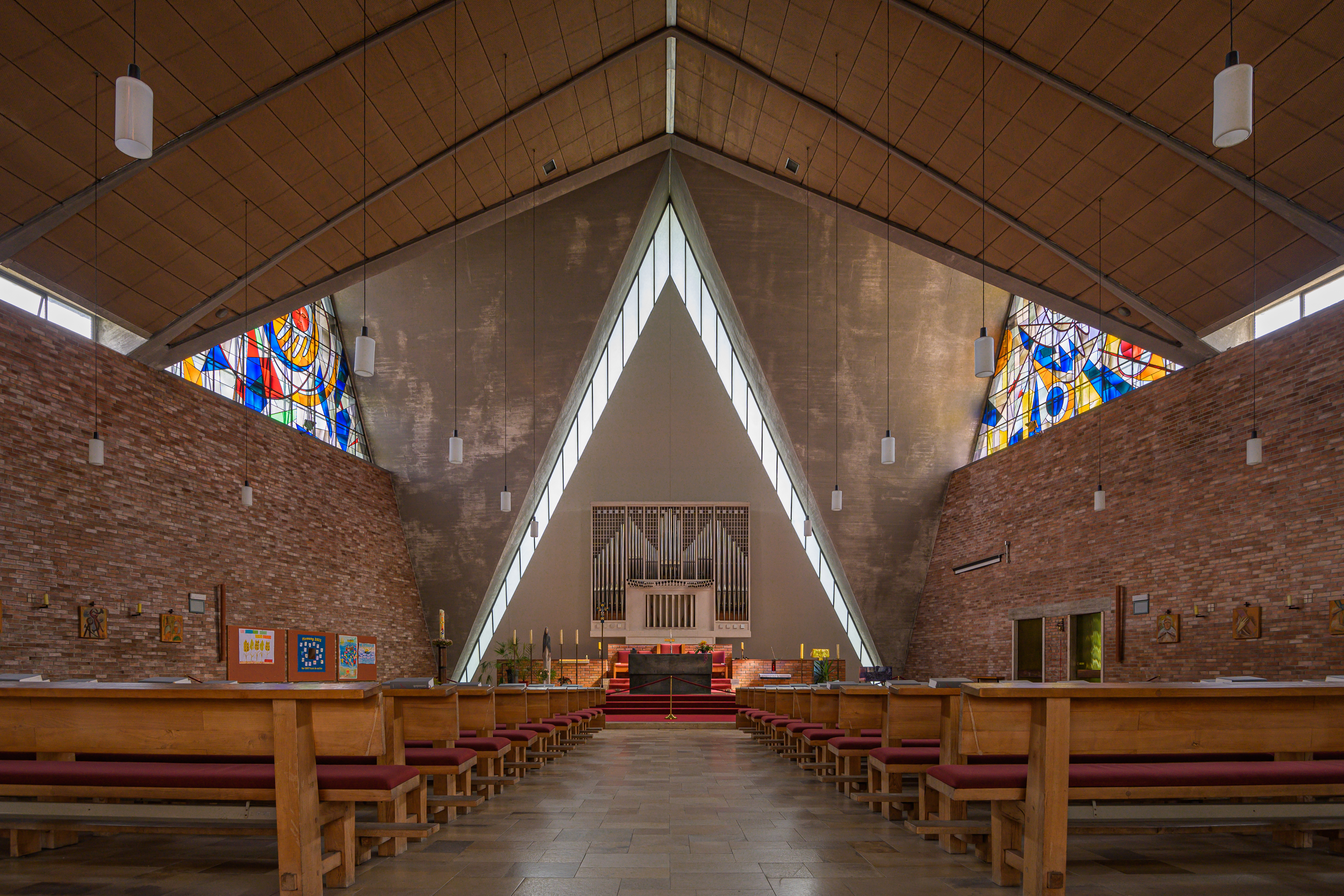
Blick zum Altar
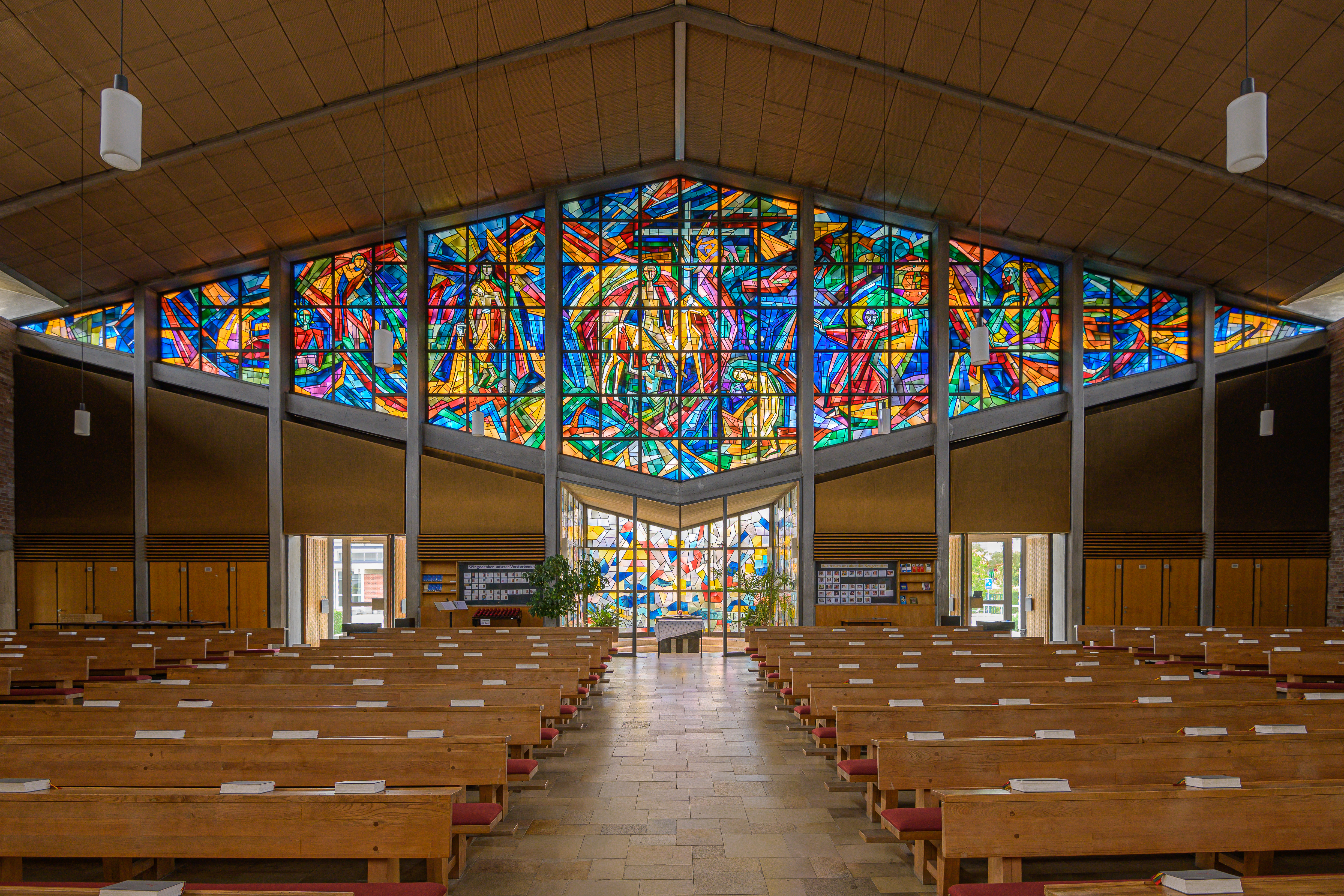
Haupteingang
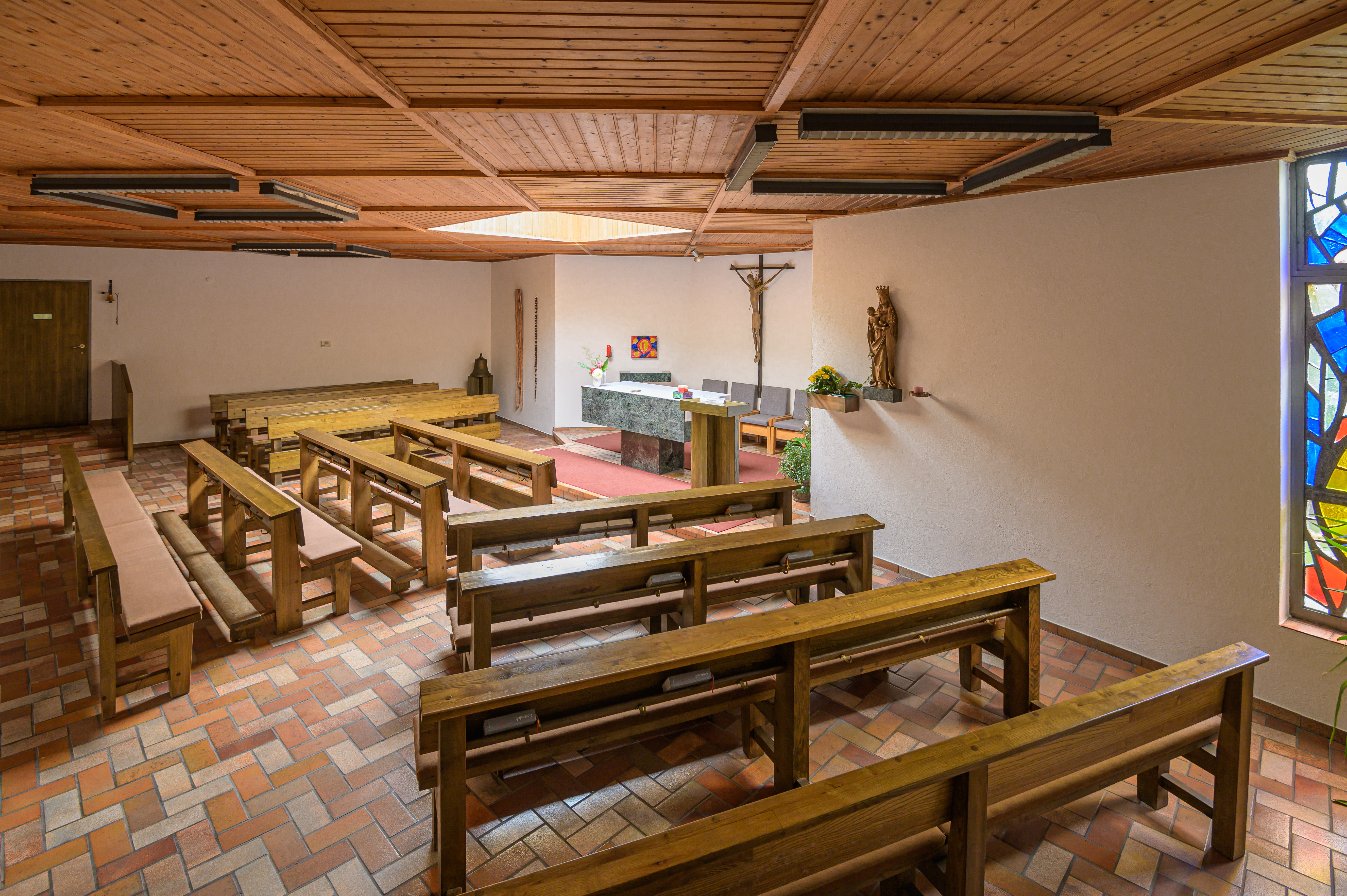
Marienkapelle